# Welai Timur
Welai Timur is een bestuurslaag in het regentschap Alor van de provincie Oost-Nusa Tenggara, Indonesië. Welai Timur telt 2526 inwoners (volkstelling 2010).